# Zdravljica
Zdravljíca (izvirno Zdravica) je pesem, ki jo je romantični slovenski pesnik France Prešeren (1800–1849) po navdihu gesla francoske revolucije Liberté, égalité, fraternité, s katerim se je seznanil že kot dvanajstletni dijak v Ljubljani, v prvi različici napisal novembra leta 1844. Pesem je bila z nekaj spremembami objavljena leta 1848, ko je cenzura v habsburški monarhiji nekoliko popustila. Slovenci so si jo v duhu marčevske revolucije leta 1848 razlagali kot idejo o zedinjeni Sloveniji. Zdravljico, v kateri je predstavil svoja prepričanja o želeni politični svobodi Slovencev in Slovanov, je Prešeren večkrat malenkostno spreminjal in celo izpustil kakšno kitico.  
Po 6. členu ustave in posebnem zakonu je Zdravljica (njena sedma kitica) besedilo himne Republike Slovenije. Melodija je povzeta iz istoimenske zborovske skladbe skladatelja Stanka Premrla (1880–1965). Skupščina Socialistične republike Slovenije je sprejela Zdravljico za himno SR Slovenije 27. septembra 1989.
Po obliki gre za likovno pesem (carmen figuratum), saj izpisane kitice spominjajo na obliko vinske kupice.
EU je Zdravljico marca 2020 razglasila za pomembno kulturno dediščino z dodelitvijo znaka evropske dediščine. Skrbnik znaka in dediščine je Narodna in univerzitetna knjižnica, ki hrani večino ohranjenih rokopisnih različic pesmi in največ natisnjenih izdaj Zdravljice v slovenščini in različnih prevodih. Pesem ima 56 verzov in 8 kitic.

## Besedilo Zdravljice
| 1. | Spet trte so rodile prijatli, vince nam sladkó, ki nam oživlja žile, srcé razjásni in oko, ki utopi vse skrbi, v potrtih prsih up budi!                   |
| 2. | Komú najpred veselo zdravljico, bratje! čmò zapét'! Bog našo nam deželo, Bog živi ves slovenski svet, brate vse, kar nas je sinóv sloveče matere!         |
| 3. | V sovražnike 'z oblakov rodú naj naš'ga treši gróm; prost, ko je bil očakov, naprej naj bo Slovencov dom; naj zdrobé njih roké si spone, ki jih še težé!  |
| 4. | Edinost, sreča, sprava k nam naj nazaj se vrnejo; otrók, kar ima Slava, vsi naj si v róke sežejo, de oblast in z njo čast, ko préd, spet naša boste last! |
| 5. | Bog žívi vas Slovenke, prelepe, žlahtne rožice; ni take je mladenke, ko naše je krvi dekle; naj sinóv zarod nov iz vas bo strah sovražnikov!              |
| 6. | Mladenči, zdaj se pije zdravljica vaša, vi naš up; ljubezni domačije noben naj vam ne usmŕti strup; ker zdaj vàs kakor nàs, jo sŕčno bránit' kliče čas!   |
| 7. | Živé naj vsi naródi, ki hrepené dočakat' dan, da koder sonce hodi, prepir iz svéta bo pregnan, da rojak prost bo vsak, ne vrag, le sosed bo mejak!        |
| 8. | Nazadnje še, prijatlji, kozarce zase vzdignimo, ki smo zato se zbrat'li, ker dobro v srcu mislimo; dókaj dni naj živí Bog, kar nas dobrih je ljudi!       |

Iz predhodnih različic je poznana še ena kitica, umeščena med zdajšnjo peto in šesto kitico.
| 6. | Ljubezni sladke spone naj vežejo vas na naš rod, v njim sklépajte zakone, de nikdar več naprej od tod hčer sinov zarod nov ne bo pajdaš sovražnikov! |

## Himna
Ustava Republike Slovenije v šestem členu veleva: "Himna Slovenije je Zdravljica." 
Zakon o grbu, zastavi in himni dalje predpisuje: "Himna je sedma kitica pesmi Franceta Prešerna "Zdravljica."
|  | Žive naj vsi narodi ki hrepene dočakat' dan, da koder sonce hodi, prepir iz sveta bo pregnan, da rojak prost bo vsak, ne vrag, le sosed bo mejak! |

## Različice besedila
Pesem se je ohranila vsaj v šestih zapisih, v Zbranih delih slovenskih pesnikov in pisateljev (1. knjiga Zbranega dela Franceta Prešerna,  Ljubljana: DZS, 1965) je bila izmed njih v skladu s pravili kritičnih izdaj izbrana pravopisno posodobljena zadnja avtorizirana objava, to je tista v Novicah in v Krajnski čbelici 1848, ki se med seboj razlikujeta v glavnem le po akcentih; po tej objavi se ravna tudi tukajšnji tekst, čeprav posodobitev v Zbranem delu mestoma presega pravopisno raven: ki koder sonce hodi > ko, koder sonce hodi; ki rojak > ko rojak; ki dobro v srcu mislimo > ker dobro v srcu mislimo.
1. Prešernova zapuščina v rokopisnem oddelku Narodne in univerzitetne knjižnice v Ljubljani vsebuje dva pesnikova rokopisa pesmi v bohoričici. Rokopis s signaturo Ms. 471, št. 4 je najzgodnejša varianta pesmi iz leta 1844. Za 5. kitico Bog žívi vas Slovenke se nahaja kitica, ki je v poznejših variantah ni več, torej pesem obsega devet kitic. Naslov je Zdravica ob novini leta 1844. Novina je po Slovarju slovenskega knjižnega jezika [5] med drugim čas, ko se spravljajo novi pridelki. Glede na to, da gre za napitnico, pride v poštev samo martinovo, se pravi 11. 11. 1844.
2. Drugi rokopis v tej zapuščini s signaturo (Ms. 471, št. 3) 1844 je večkrat prečrtani in popravljeni prepis predhodne variante. Skrajšan je naslov pesmi: Sdravíza, šesta kitica Ljubezni sladke spone pa je prestavljena na konec pesmi in tam prečrtana. Številčenje rokopisov v zapuščini je nasprotno njunemu kronološkemu zaporedju in zato zavajajoče. Opombe Janka Kosa v Prešernovem Zbranem delu se s kronološkim zaporedjem rokopisov ne ubadajo in so tudi sicer dokaj površne.
3. Tretji rokopis v bohoričici (Prešernovo Zbrano delo ga ne omenja) ni več dostopen (zadnji ga je imel v rokah literarni zgodovinar Ivan Macun), bil pa je leta 1895 objavljen njegov prepis (gl. dLib). Kronološko je to druga varianta pesmi, še vedno z devetimi kiticami, ki se od prve razlikuje samo na dveh mestih: besedo varvatˊ je zamenjal z besedo branitˊ in izpustil Amen na koncu pesmi.
4. Četrti rokopis (NUK, rokopisni oddelek, Ms. 471, št. 12) vsebuje samo zadnje tri kitice besedila. Zapis se v glavnem sklada z zadnjo redakcijo pesmi, objavljeno v petem zvezku Krajnske čbelice in v Novicah (1848), z izjemo dveh verzov.
5. Rokopis R I je bil namenjen cenzorju in je v celoti prečrtan s črnilom ter brez rdeče črte ob tretji kitici, ki jo je cenzor napravil v R II.
6. Rokopis R II je bil drugi cenzorju namenjeni rokopis. Tudi tu je pesem v celoti prečrtana, sicer pa razlik z zapisom v R I ni, razen manjših pravopisnih podrobnosti.
7. Doslej znani zadnji rokopis je shranjen v muzeju Památnik národního písemnictví v Pragi (Sign. 83 P 72). Obsega samo prvih šest kitic, od zapisov v cenzurnih rokopisih pa se razlikuje predvsem v pravopisnih podrobnostih.

## Priredbe
Poleg zborovskih uglasbitev je znana tudi rokovska izvedba Zorana Predina in skupine Lačni Franz z albuma Sirene tulijo iz leta 1987, ki je v javnosti naletela na mešane odzive, najprej zaradi spodbujanja osamosvojitvenih teženj Slovenije, nato pa zato, ker je Zdravljica postala slovenska himna.

### Zvočni posnetki in besedila v različnih jezikih
- Audio-Stream der Nationalhymne Sloweniens (Real Player)
- Zdravljica na Preseren.net
- Urad Vlade RS za informiranje Arhivirano 2004-03-10 na Wayback Machine., himna v tujih jezikih ter v notnem zapisu
- http://www.hervardi.com/zdravica.php